# Sacramento Kings 2010-2011
La stagione 2010-11 dei Sacramento Kings fu la 62ª nella NBA per la franchigia.
I Sacramento Kings arrivarono quinti nella Pacific Division della Western Conference con un record di 24-58, non qualificandosi per i play-off.

## Roster
| N° | Naz.                       | Ruolo | Sportivo         | Anno | Alt. | Peso |
| -- | -------------------------- | ----- | ---------------- | ---- | ---- | ---- |
| 3  | Stati Uniti (bandiera)     | G     | Jermaine Taylor  | 1986 | 193  | 95   |
| 3  | Stati Uniti (bandiera)     | GA    | Antoine Wright   | 1984 | 201  | 95   |
| 5  | Stati Uniti (bandiera)     | G     | Pooh Jeter       | 1983 | 180  | 79   |
| 9  | Stati Uniti (bandiera)     | G     | Luther Head      | 1982 | 191  | 84   |
| 10 | Canada (bandiera)          | C     | Samuel Dalembert | 1981 | 211  | 113  |
| 13 | Stati Uniti (bandiera)     | G     | Tyreke Evans     | 1989 | 198  | 100  |
| 15 | Stati Uniti (bandiera)     | A     | DeMarcus Cousins | 1990 | 211  | 122  |
| 18 | Israele (bandiera)         | A     | Omri Casspi      | 1988 | 206  | 102  |
| 19 | Slovenia (bandiera)        | G     | Beno Udrih       | 1982 | 191  | 93   |
| 20 | Stati Uniti (bandiera)     | A     | Donté Greene     | 1988 | 211  | 103  |
| 23 | Stati Uniti (bandiera)     | G     | Marcus Thornton  | 1987 | 193  | 93   |
| 24 | Stati Uniti (bandiera)     | A     | Carl Landry      | 1983 | 206  | 112  |
| 32 | Rep. Dominicana (bandiera) | GA    | Francisco García | 1981 | 201  | 88   |
| 33 | Stati Uniti (bandiera)     | C     | Hassan Whiteside | 1989 | 213  | 107  |
| 34 | Stati Uniti (bandiera)     | A     | Jason Thompson   | 1986 | 211  | 113  |
| 41 | Stati Uniti (bandiera)     | A     | Darnell Jackson  | 1985 | 206  | 115  |

## Staff tecnico
- Allenatore: Paul Westphal
- Vice-allenatori: Jim Eyen, Mario Elie, Truck Robinson, Pete Carril, Otis Hughley
- Preparatore fisico: Daniel Shapiro
- Preparatore atletico: Pete Youngman